# Wibo (Segelboot)

Wibo Segelzeichen - Dreizack in Form eines W

Wibo ist der Name einer Serie von Sportbooten der niederländischen Werft Wibo Bouw van Wijk.
Segelboote der Wibo-Serie wurden in den Jahren 1962 bis 1987 gebaut, insgesamt wurden ca. 2200 Einheiten produziert.
Es handelte sich bei den Booten um Multi-Knickspanter mit Stahlrumpf.
Frühe Modelle waren von van Wijk gezeichnet, einige spätere Entwürfe stammten aus der Feder des bekannten Konstrukteurs E.G. 'Ricus' van de Stadt.
Nach Kundenwunsch waren bloße Kaskos (verzinkt oder unverzinkt) zum Selbstausbau oder auch komplett ausgerüstete Boote erhältlich, was eine entsprechend große Variabilität in Umfang und Qualität der Ausstattung heute erhältlicher Gebrauchtboote erklärt.
1989 erfolgte mit der Umstellung der Produktionslinie auf Motorschaluppen auch eine Umbenennung der Werft in Van Wijk Maritiem.

## Bildergalerie

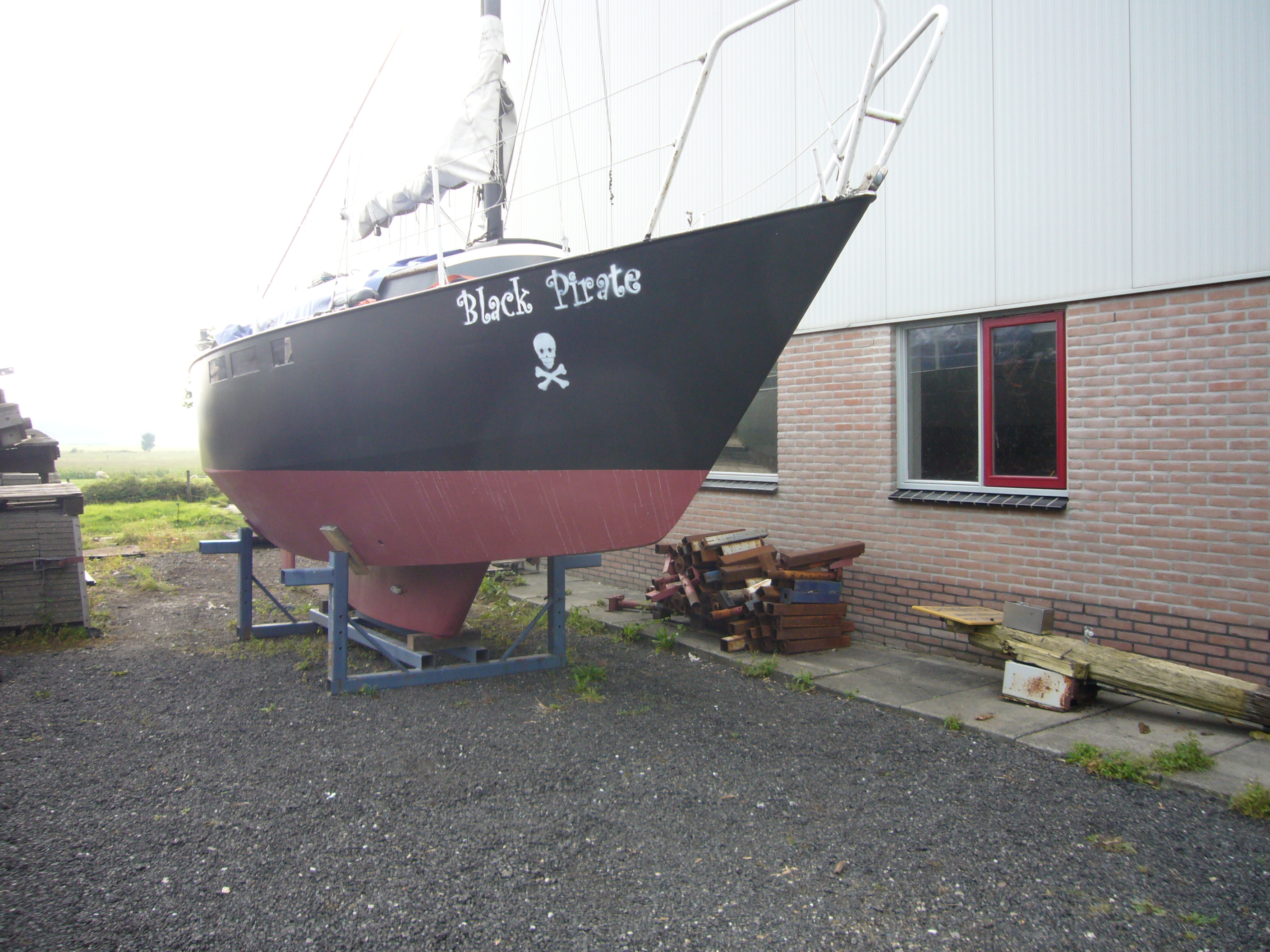
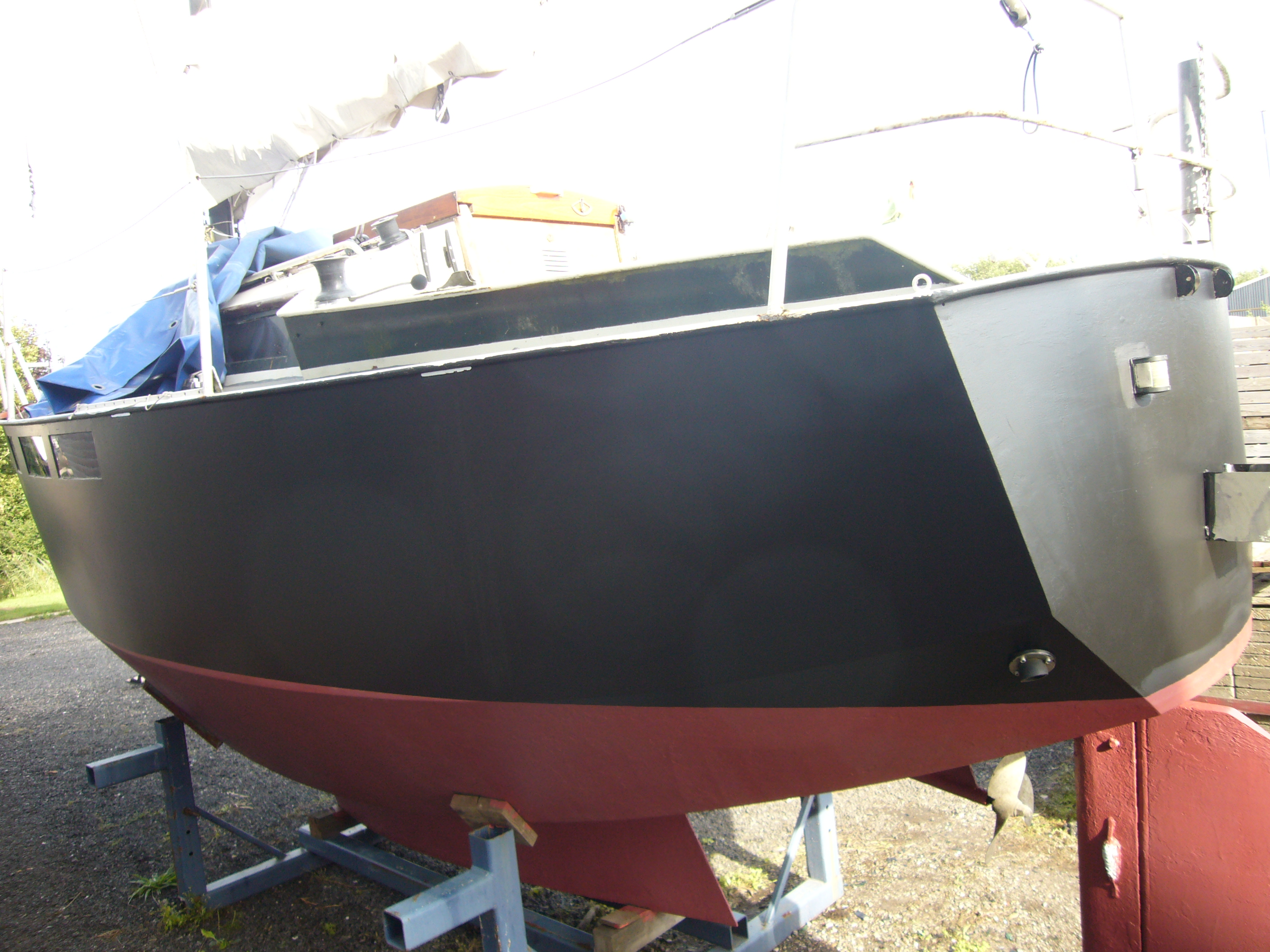
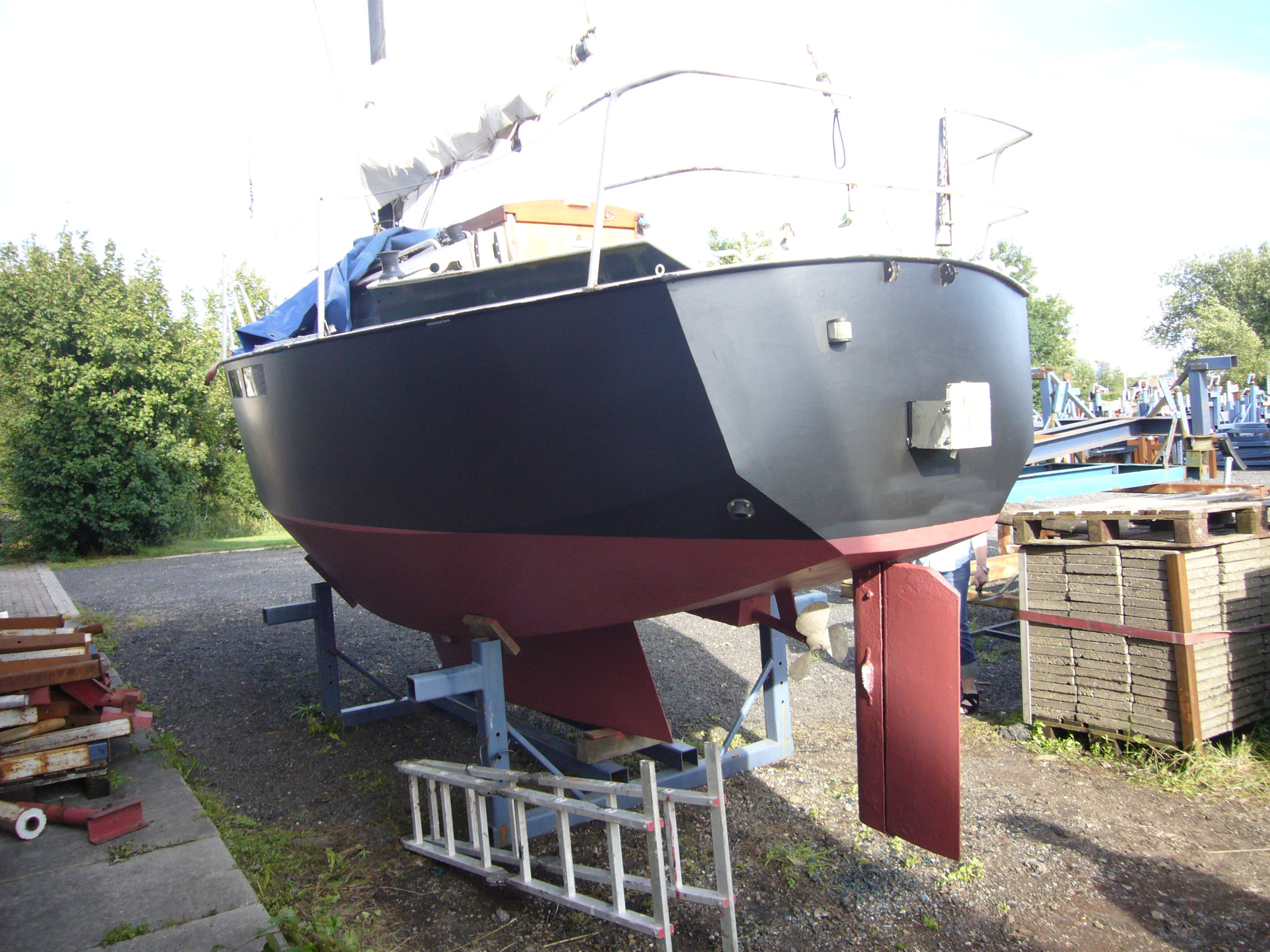
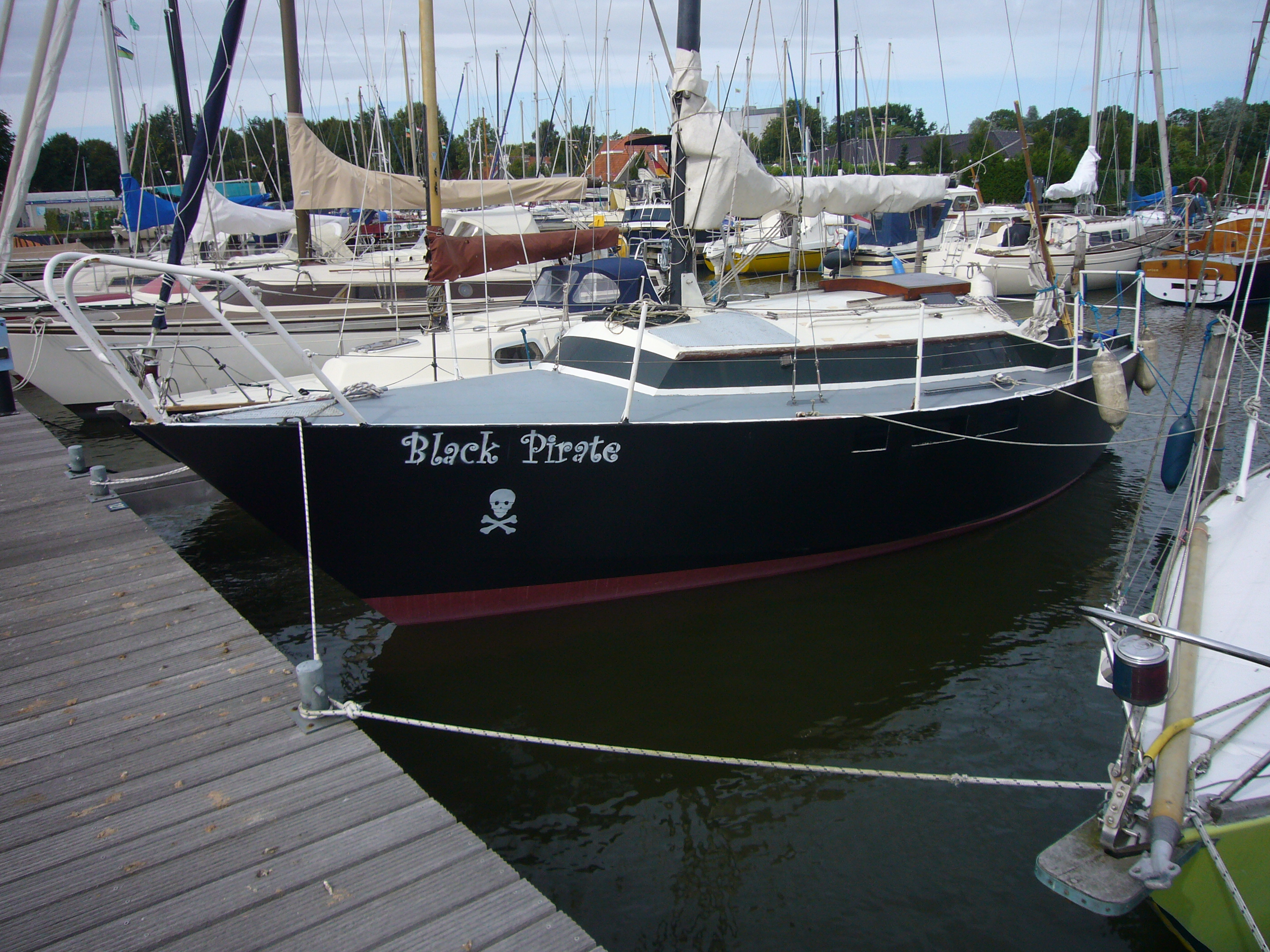
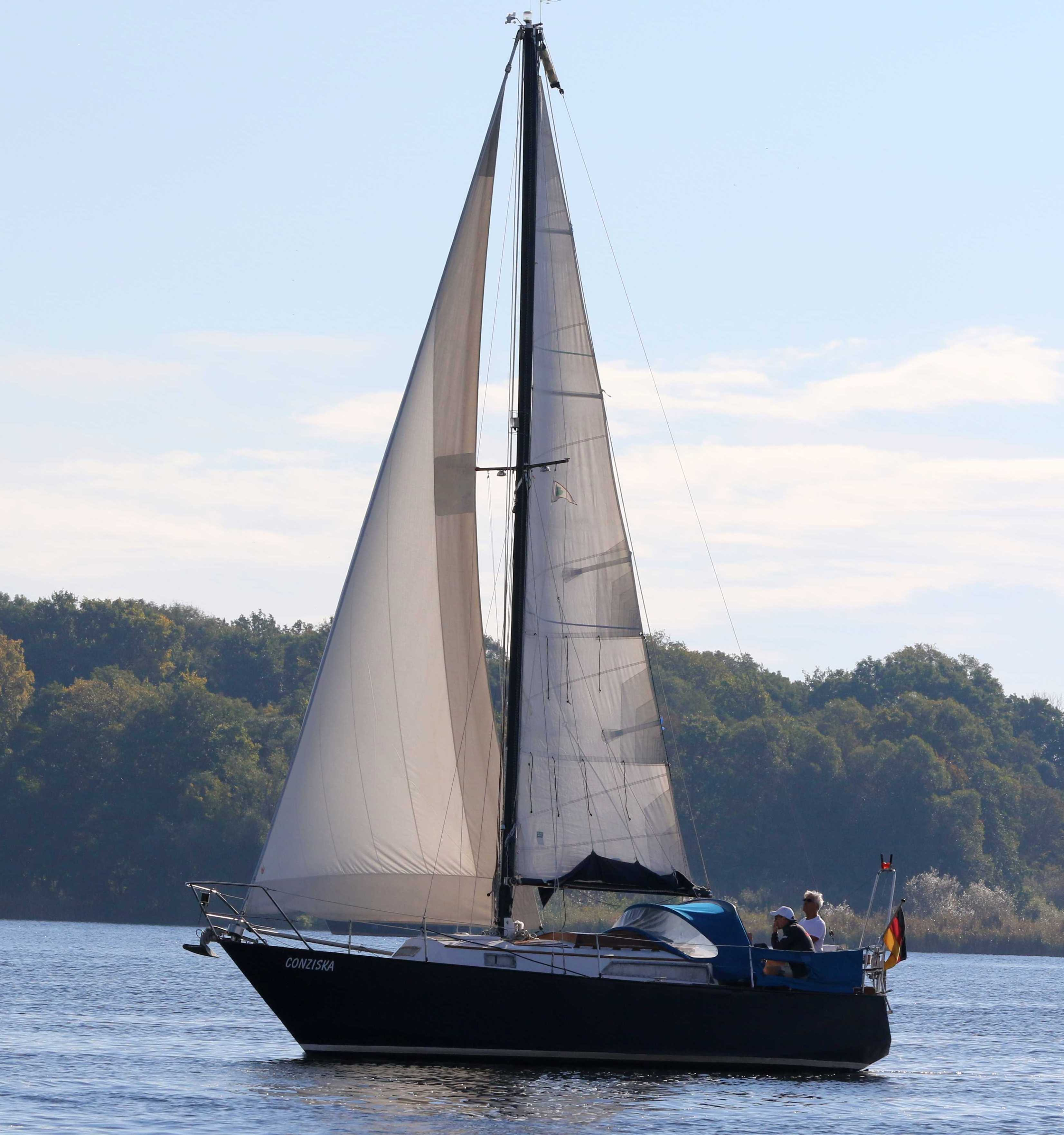
WIBO 930

## Modellpalette
| Typ        | Länge (Lüa; LWL) | Breite | Tiefgang | Verdrängung | Segelfläche (Groß + Genua) | Baujahre (von–bis) |
| ---------- | ---------------- | ------ | -------- | ----------- | -------------------------- | ------------------ |
| Wibo 720   | 7,2 m            | 2,00 m | 1,3 m    | ?           | ?                          | 1968               |
| Wibo 730   | 7,3 m            | 2,25 m | 0,98 m   | 2 t         | 22 m²                      | 1970–1973          |
| Wibo 740   | 7,4 m; 6,3 m     | 2,25 m | 1,05 m   | 2,2 t       | 25,1 m²                    | 1973–1977          |
| Wibo 820   | 8,2 m; 6,4 m     | 2,74 m | 1 m      | 3,5 t       | 33,94 m²                   | 1973–1975          |
| Wibo 820AK | 8,2 m; 6,4 m     | 2,74 m | 1,25 m   | 3,75 t      | 38 m²                      | ?                  |
| Wibo 830   | 8,3 m; 6,4 m     | 2,6 m  | 1,05 m   | 3,8 t       | 30,9 m²                    | 1970–1976          |
| Wibo 835   | 8,35 m           | 2,78 m | 1 m      | 3,8 t       | 33,94 m²                   | 1974–1987          |
| Wibo 850MS | 8,5 m            | 2,8 m  | 1,15 m   | 4,4 t       | 30 m²                      | 1971–1977          |
| Wibo 930   | 9,3 m; 7,1 m     | 2,9 m  | 1,38 m   | 4,65 t      | 44,28 m²                   | 1973–1985          |
| Wibo 945   | 9,45 m           | 2,94 m | 1,38 m   | 4,75 t      | 44,27 m²                   | 1977–1987          |
| Wibo 990   | 10,1 m           | 3,4 m  | 1,59 m   | 5,3 t       | 65 m²                      | 1985–1987          |
| Wibo 1050  | 10,5 m           | 2,95 m | 1,3 m    | 5,4 t       | 43,09 m²                   | 1976–1983          |
| Wibo 1100  | 11 m             | 3,39 m | 1,8 m    | 7,47 t      | 58,8 m²                    | 1979–1987          |
| Wibo 1350  | 13,5 m           | 3,98 m | 1,94 m   | 15,9 t      | 104 m²                     | 1982–1986          |
| Wibo I     | 7 m              | 2,05 m | 1 m      | ?           | 16 m²                      | 1933–?             |
| Wibo II    | 7,15 m; 5,95 m   | 2,2 m  | 1,05 m   | 1,85 t      | 24,1 m²                    | 1962–1969          |
| Wibo III   | 9,1 m; 7,42 m    | 3 m    | 1,15 m   | 5,5 t       | 40,2 m²                    | 1972 ?             |
| Wibo IV    | 8,3 m            | 2,6 m  | 1,05 m   | 3,5 t       | 26 m²                      | 1968–1969          |
| Wibo V     | 6,3 m            | 2,1 m  | 0,8 m    | 0,78 t      | 15,2 m²                    | 1968–1969          |